# الكاتدرائيات والكنائس القوطية
الكاتدرائيات والكنائس القوطية هي المباني الدينية التي أُنشئت في أوروبا بين منتصف القرن الثاني عشر وبداية القرن السادس عشر. تتميز الكاتدرائيات بسبب ارتفاعها الكبير واستخدامها المكثف للزجاج المعشق الذي يملأ الفراغ الداخلي بالضوء. تميزت الكاتدرائيات أيضًا بكونها أطول وأبرز الأمثلة على العمارة القوطية في عصرها. لم يكن ظهور الكاتدرائية القوطية مجرد ثورة في العمارة، بل قدم أشكالًا جديدة في الديكور والنحت والفن.
كانت الكاتدرائيات بتعريفها عبارة عن كنائس يترأسها الأسقف. كانت كنائس الدير هي الكنائس المرتبطة بالأديرة. بُنيت العديد من كنائس الأبرشيات بالأسلوب القوطي. جاء ظهور الكاتدرائيات الكبيرة في القرن الثاني كرد فعل على الزيادة المثيرة في عدد السكان والثروة في بعض أجزاء أوروبا والحاجة إلى مبان أكبر وأكثر فخامة. سمحت التطورات الفنية، مثل الاستخدامات المبتكرة للقوس المدبب والعقد وأكتاف التدعيم، للكنائس والكاتدرائيات ان تصبح أعلى وأقوى وأن تتزود بعدد أكبر من النوافذ وبالتالي إضاءة أكثر.
ظهر الأسلوب القوطي لأول مرة في فرنسا في دير سان دوني، بالقرب من باريس، خلال إعادة بناء الممشى المسقوف والواجهة الغربية في كنيسة الدير من قبل الأب سوغر (1135- 1140). بدأ بناء أول كاتدرائية قوطية في فرنسا، كاتدرائية سينس، بين عامي 1135 و1140، وكُرست للعبادة في عام 1164.
ظهر الأسلوب بسرعة في إنجلترا، إذ سُمي بكل بساطة «الأسلوب الفرنسي». دُمرت جوقة كاتدرائية كانتربري إثر حريق، وأُعيد بناؤها من قبل معلم البنائين الفرنسي من سينس، ويليام، بين عامي 1174 و1184. استوردت عناصر أخرى إلى الأسلوب من كان في نورماندي على يد المعماريين الفرنسيين النورمان، الذين جلبوا أيضًا حجارة مقطوعة بدقة من نورماندي لاستخدامها في البناء.
بدأت كاتدرائية نوتردام في عام 1163 وكُرست للعبادة في عام 1177. شهد الجزء الأخير من القرن الثاني عشر وبداية القرن الثالث عشر أسلوبًا أكثر رقة، وهو الأسلوب القوطي العالي، الذي ميز كل من كاتدرائية شارتر وكاتدرائية ريمس وكاتدرائية أميان. كانت الفترة الثالثة التي سُميت «رايونانت» في فرنسا، كثيرة الزخرفة، وميزت سان شابيل (1241- 1248) وكاتدرائية أميان في فرنسا. ظهرت الفترة الرابعة والأخيرة والتي سُميت «اللهبية» في النصف الثاني من القرن الرابع عشر، وأخذت اسمها من الزخارف الشبيهة باللهب المستخدمة في الديكورات. تُعتبر سان شابيل في فانسن (1370) بجدرانها من الزجاج الملون مثالًا جيدًا.
حلت كاتدرائيات وكنائس عصر النهضة بشكل تدريجي محل الكاتدرائيات القوطية والكاتدرائيات الأصلية مثل نوتردام، التي خضعت للعديد من التعديلات أو تعرضت للهدم. في جميع الأحوال، كان هناك موجة جديدة من الاهتمام بالكاتدرائية القوطية في منتصف القرن التاسع عشر بفضل رواية فيكتور هوغو التي تُعرف باسم «أحدب نوتردام» في اللغة العربية. رُممت العديد من الكاتدرائيات والكنائس القوطية، بدقة أكبر أو أقل.

## الاسم
جاء مصطلح الكاتدرائية من اليونانية، في كلمة «كاتيدرا، أو «المقعد» وكانت تعني المقعد الرسمي للأسقف والكنيسة الرئيسية للأبرشية. جاء لقبه من اللغة اليونانية من مصطلح إيبيسكوبوس التي تعني «المشرف». بصفته قائد الأبرشية، اعتبر الأسقف سليلًا مباشرًا لرسل المسيح، وكانت له ثلاث مهام هي: توجيه شؤون الكنيسة داخل الأبرشية، وإدارة الأسرار، وتعليم إنجيل المسيح مثلما وجد في الكتاب المقدس واعترفت به الكنيسة. شكل أسقف الكاتدرائية بمساعدة الكنسيين أو ما يُعرف «شانوان» باللغة الفرنسية، مجلسًا يُسمى الإصحاح.
جاءت كلمة كنيسة في اللغة الإنجليزية من كلمة «chirche» في الإنجليزية الوسطى. لم يكن الناس متأكدين من مصدر هذه الكلمة، ولكن الباحثون اعتقدوا أنها مشتقة من اليونانية في كلمة kuriakon. جاءت كلمة kuriakon من كلمة أخرى هي kuriakos والتي تعني «من، أو ينتمي للرب أو المعلم».
في تلك الفترة من الزمن، سميت العمارة القوطية «الأسلوب الفرنسي». مصطلح «القوطية» كان مصطلحًا سلبيًا اختُرع في نهاية عصر النهضة من قبل منتقديه، بمن فيهم مؤرخ الفن والمعماري جورجو فازاري. اعتبر النقاد أن هذا الأسلوب بربري، ويناقض أسلوب النهضة الجديدة الذي كانوا يفضلونه.

## العمارة القوطية المبكرة - فرنسا (منتصف القرن الثاني عشر)

### الأب سوغر وبازيليكا سان دوني
ظهر الأسلوب القوطي لأول مرة في فرنسا في منتصف القرن الثاني عشر في كنيسة دير وبازيليكا سان دوني التي بناها الأب سوغر (1081- 1151). مثلت البازيليكا القديمة مكان الدفن التقليدي للقديس دوني، وكانت أيضًا وجهة حج شعبية جدًا، لدرجة أن الحجاج كانوا يُسحقون أحيانًا من قبل الحشود. أصبح سوغر الأب في سان دوني في عام 1122، وأصبح صديقًا ومحط ثقة لاثنين من الملوك الفرنسيين، لويس السادس ولويس السابع، وكان بخدمة لويس السابع الوصي على العرش عند غياب الملك في الحملة الصليبية الثانية (1147- 1149).
قرر سوغر بدعم كامل من الملك، توسيع الكنيسة وإعادة بنائها بنموذج جديد. شمل تعديله الأول الواجهة الغربية الجديدة، التي استوحاها من الكنائس الجديدة في نورماندي، مع برجين وثلاثة بوابات عميقة. تحتوي كل بوابة من هذه البوابات على طلبة هي عبارة عن نحت، يروي قصة من الكتاب المقدس أو قصة ملهمة. تصور الطبلة التي أنشأها سوغر، الدينونة الأخيرة على الباب الرئيسي واستشهاد القديس دوني على الباب الآخر. ميزت الطبلة فوق البوابات الشرقية الكاتدرائيات القوطية اللاحقة. عندما انتهى من الواجهة الجديدة، حول سوغر انتباهه إلى الجوقة والممشى المسقوف في غرب الكنيسة.
كان سوغر أيضًا باحثًا في فلسفة أفلاطون، وكان يعتقد أن الضوء هو وسيلة يمكن من خلالها للمؤمنين أن يرتقوا من المادية إلى اللامادية والإلهية. كان الممشى المسقوف في الكنيسة القديمة مظلمًا للغاية، إذ تتطلبت العمارة الرومانسكية التي تتميز بالعقادة، جدرانًا سميكة وجدرانًا داعمة بين المصليات الصغيرة. قرر سوغر استخدام شكل جديد من الأقبية، مثل العقد مع الأقواس المدببة التي تميزت بكونها أعلى وأقوى. سمح له هذا بإزالة الجدران بين المصليات، وفتح فراغًا من أجل سبعين نافذة من الزجاج الملون في الجوقة، مما ملأ الكنيسة بالضوء.